# Stazione di Takaoka (Toyama)
La stazione di Takaoka (高岡駅?, Takaoka-eki) è la principale stazione ferroviaria della città omonima, nella prefettura di Toyama della regione dell'Hokuriku in Giappone. La stazione si trova lungo la linea principale Hokuriku della JR West, ed è capolinea per le linee regionali Himi e Jōhana.

## Linee e servizi
West Japan Railway Company
■ Linea principale Hokuriku
■ Linea Himi
■ Linea Jōhana

## Struttura
La stazione di Takaoka è dotata di tre marciapiedi a isola e uno laterale, con quattro binari totali. Il fabbricato viaggiatori dispone di servizi igienici, chiosco, biglietteria presenziata (aperta dalle 6:00 alle 20:00) e sala d'attesa. 
| 1-2 | ■ Linea Jōhana              | per Jōhana           |
| 3-4 | ■ Linea principale Hokuriku | per Kanazawa e Fukui |
| 5-6 | ■ Linea principale Hokuriku | per Toyama e Naoetsu |
| 7   | ■ Linea Himi                | per Himi             |

## Stazioni adiacenti
| «                         | Servizio                      | »                         |
| Linea principale Hokuriku | Linea principale Hokuriku     | Linea principale Hokuriku |
| ------------------------- | ----------------------------- | ------------------------- |
| Nishi-Takaoka             | Locale                        | Etchū-Daimon              |
| Fukuoka                   | Rapido Holiday Liner Kanazawa | Kosugi                    |
| Linea Himi                |                               |                           |
| Capolinea                 | Locale                        | Etchū-Nakagawa            |
| Linea Jōhana              |                               |                           |
| Capolinea                 | Locale                        | Futatsuka                 |